# Violante Doria
Violante Doria, nota anche come Yolande o Yolante (Genova, ... – ...; fl. metà del XVI secolo), è stata un soprano e liutista italiana.

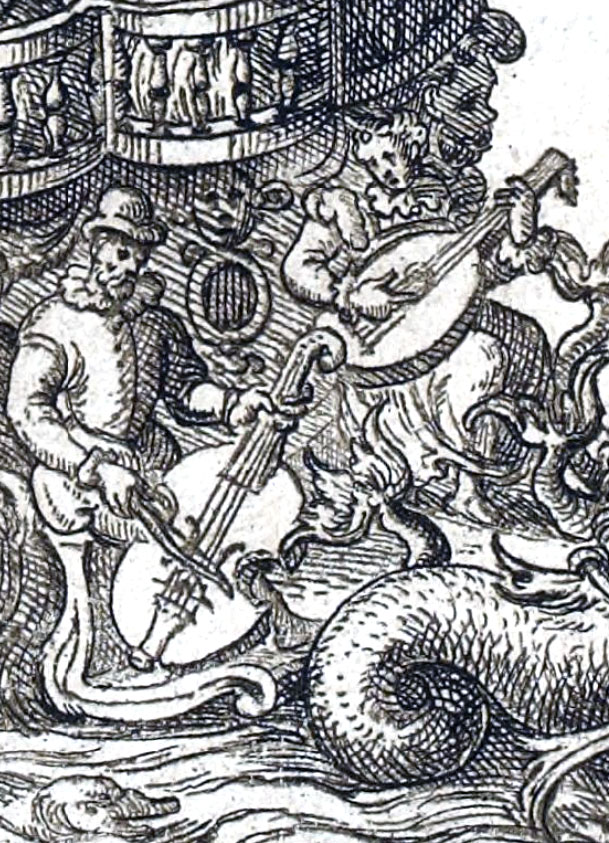
Dettaglio che mostra Violante Doria e suo marito Girard de Beaulieu, dall'incisione "Figure de la Fontaine" Balet comique de la Royne

Fu considerata una delle "musiciste di maggior successo in Francia durante il regno degli ultimi re della dinastia Valois".
Era sposata con il basso Girard de Beaulieu che fu un noto e importante cantante alla corte reale dal 1572 fino all'ultimo anno della sua vita, nel 1590.
La coppia ebbe un ruolo importante nella creazione del Ballet de cour francese, il Balet comique de la royne, nel 1581. Le carriere di successo sia della Doria che di suo marito furono una parte importante della strutturazione della musica della corte reale e mostrarono la loro importanza nell'ascesa della musica da camera.
Il Balet comique de la royne, in seguito noto come il Ballet Comique de la Reine, fu creato nell'ottobre del 1581 sotto il regno di Re Enrico III in occasione della celebrazione del matrimonio del Duca di Joyeuse e della sorella della regina, Margherita di Lorena-Vaudémont.  Venne eseguito alla corte francese di Caterina de' Medici e fu il primo balletto ad avere un libretto stampato tutto suo.  Questo spettacolo, della durata di cinque ore, venne creato dal coreografo e musicista italiano Balthasar de Beaujoyeulx ed è considerato il primo balletto ad aver avuto un'esperienza teatrale combinando danza, musica, scenografie, poesie, e altro.  Questa produzione costò 3.600.000 franchi d'oro e fu eseguita solo una volta a causa del costo elevato, tuttavia ebbe una grande influenza sullo sviluppo del balletto, della danza teatrale e dell'opera.]
La musica della Doria e Beaulieu si caratterizza come la nuova musica del primo periodo barocco, essendo anche un dialogo tra solisti, un genere che originariamente era considerato il più rappresentativo del XVII secolo. Il duetto della Doria e Beaulieu fu "l'unico dialogo tra solisti ad apparire come tale in Francia prima del 1611".
Nel Balet comique de la royne, la Doria recita la parte di Teti, la dea del mare di fronte al marito, Beaulieu che interpreta Glauco, il dio del mare. I due cantanti si accompagnano con degli strumenti musicali, con la Doria che suona il liuto e Beaulieu uno strumento a corde dal timbro basso.  Secondo l'Enciclopedia Britannica, "Interventi floridi e vocalmente impegnativi di Glauco e Teti si alternano a un ritornello vocale e strumentale, in cinque parti, eseguito da musicisti da camera reali che rappresentano tritoni o divinità marine."  La Doria era considerata dotata di una grande abilità come interprete in funzione della musica che le era stata affidata nell'esecuzione del Balet comique de la royne.
Alle donne veniva spesso dato credito per l'iniziazione alle arti musicali. Ciò derivava dalla loro capacità di parlare in modo eloquente e dalla dolce qualità della loro voce. Era comune collegare le idee e le capacità di parlare e cantare. Come nel caso della parola, l'accettazione delle donne nella musica dipendeva dalla loro classe sociale. Era accettata per le donne cortesi, ma scoraggiata tra le donne del popolo, mettendo in discussione l'idea della virtù femminile. Per queste donne, la musica era vista come una distrazione inutile dalla gestione familiare “E cantare potrebbe anche essere molto peggio che inutile, poiché non è solo desiderabile agli uomini della corte, ma anche ai cortigiani, e la dimostrazione di abilità musicali - come quella di competenza verbale - poteva essere percepita come segno di disponibilità sessuale.”
In molte fonti, la Doria non viene definita musicista. Viene chiamata "signora", "sa femme" (riferita a Beaulieu), "una delle dame della regina", o semplicemente non viene identificata per il servizio che svolgeva. Questo tipo di riferimenti rende difficile capire veramente cosa facessero le donne nella professione musicale nella Francia dell'epoca.  In una nota di pagamento, sia alla Doria che a suo marito, Beaulieu è indicato come musicista reale, ma la Doria viene elencata semplicemente come "sua moglie". I due erano spesso pagati in coppia, invece che individualmente. La coppia riceveva l'ammontare sostanziale di 2.000 livres come ricompensa reale annuale.
L'elenco delle ricompense reali del 1578 specificava che Beaulieu e la Doria dovevano ricevere 200 livres all'anno da parte del re e 1.000 livres dalla regina, suggerendo che anche dopo che Beaulieu ottenne un posto nella camerata reale, la coppia era ancora considerata membro dell'entourage della regina."
Era raro che le donne fossero pagate per i loro servizi nella famiglia del re. In effetti la maggior parte dei lavoratori erano maschi. Secondo Jeanice Brooks, "Violante Doria è stata la prima donna a essere pagata esplicitamente per i servizi musicali, presente in qualsiasi resoconto reale del XVI secolo, compresi quelli delle regine e dei fratelli del re, nonché quelli del tesoro e della maison du roi."  La Doria e sua figlia, Claude de Beaulieu, erano le uniche due donne registrate come pagate per il loro lavoro di musiciste nei conti reali.
Violante Doria e Girard de Beaulieu ebbero due figlie. Marguerite e Claude de Beaulieu. Nel dicembre del 1580, Maurguerite doveva sposare Anthoine de Minard, un nobile e si identificò come "figlia del nobile signore Girard de Beaulieu cameriere ordinario del roy et della demoiselle Violante Doria dame de la Royne". Questo, insieme alla sua dote superiore alla media, suggerisce l'immenso successo e la possibile nobiltà di Beaulieu e della Doria.
Come i suoi genitori, Claude de Beaulieu divenne una musicista reale. Dopo il 1588, i pagamenti presenti nei registri reali iniziano a riferirsi a Claude anziché alla Doria. “Nella lista della regina per l'anno successivo, il posto della Doria fu preso da sua figlia; la posizione comune precedentemente occupata da Beaulieu e dalla Doria era stata ora assegnata a Beaulieu e "Claude de Beaulieu sa fille musicienne et joueuse de lut de la reyne" (sua figlia Claude de Beaulieu, musicista e liutista della regina) con lo stesso stipendio annuale di 400 scudi."
Non ci sono resoconti o documenti sulla morte di Violante Doria. Tuttavia, dopo il 1588, non c'è altra menzione sua nei registri reali. "Potrebbe essere morta, essersi ammalata o semplicemente ritirata dal servizio a corte."